# Sclerotinia
Sclerotinia es un género de hongos en la familia Sclerotiniaceae.